# Miconia myriantha
Miconia myriantha är en tvåhjärtbladig växtart som beskrevs av George Bentham. Miconia myriantha ingår i släktet Miconia och familjen Melastomataceae.
Artens utbredningsområde är Guyana. Inga underarter finns listade i Catalogue of Life.